# Migen Memelli
Migen Memelli (Coriza, 25 aprile 1980) è un allenatore di calcio ed ex calciatore albanese, di ruolo attaccante.

## Carriera

### Nazionale
Ha debuttato con la maglia della nazionale albanese, subentrando al minuto 85' nella partita contro la Danimarca.

## Statistiche

### Presenze e reti nei club
Statistiche aggiornate al 18 settembre 2015.
| Stagione                 | Squadra                  | Campionato               | Campionato | Campionato | Coppe nazionali | Coppe nazionali | Coppe nazionali | Coppe continentali | Coppe continentali | Coppe continentali | Altre coppe | Altre coppe | Altre coppe | Totale | Totale |
| Stagione                 | Squadra                  | Comp                     | Pres       | Reti       | Comp            | Pres            | Reti            | Comp               | Pres               | Reti               | Comp        | Pres        | Reti        | Pres   | Reti   |
| ------------------------ | ------------------------ | ------------------------ | ---------- | ---------- | --------------- | --------------- | --------------- | ------------------ | ------------------ | ------------------ | ----------- | ----------- | ----------- | ------ | ------ |
| 2000-2001                | Skënderbeu               | KS                       | 26         | 7          | CA              | 0               | 0               | -                  | -                  | -                  | -           | -           | -           | 26     | 7      |
| 2001-2002                | Teuta                    | KS                       | 19         | 4          | CA              | 0               | 0               | -                  | -                  | -                  | -           | -           | -           | 19     | 4      |
| 2002-2003                | Teuta                    | KS                       | 21         | 8          | CA              | 0               | 0               | Int                | 3                  | 0                  | -           | -           | -           | 24     | 8      |
| Totale Teuta             | Totale Teuta             | Totale Teuta             | 40         | 12         |                 | 0               | 0               |                    | 3                  | 0                  |             | -           | -           | 43     | 12     |
| 2003-2004                | Elbasani                 | KS                       | 29         | 12         | CA              | 0               | 0               | -                  | -                  | -                  | -           | -           | -           | 29     | 12     |
| 2004-gen. 2005           | Laçi                     | KS                       | 4          | 1          | CA              | 0               | 0               | -                  | -                  | -                  | -           | -           | -           | 4      | 1      |
| gen.-giu. 2005           | Elbasani                 | KS                       | 17         | 4          | CA              | 0               | 0               | -                  | -                  | -                  | -           | -           | -           | 17     | 4      |
| lug.-ago. 2005           | Elbasani                 | KS                       | 0          | 0          | CA              | 0               | 0               | CU                 | 1                  | 0                  | -           | -           | -           | 1      | 0      |
| Totale Elbasani          | Totale Elbasani          | Totale Elbasani          | 46         | 16         |                 | 0               | 0               |                    | 1                  | 0                  |             | -           | -           | 47     | 16     |
| 2005-2006                | Skënderbeu               | KS                       | 12         | 8          | CA              | 0               | 0               | -                  | -                  | -                  | -           | -           | -           | 12     | 8      |
| Totale Skënderbeu        | Totale Skënderbeu        | Totale Skënderbeu        | 38         | 15         |                 | 0               | 0               |                    | -                  | -                  |             | -           | -           | 38     | 15     |
| set. 2006-mar. 2007      | Brann                    | ES                       | 19         | 1          | CN              | 0               | 0               | CU                 | 3                  | 4                  | -           | -           | -           | 22     | 5      |
| 2007                     | GAIS                     | A                        | 16         | 0          | CS              | 0               | 0               | -                  | -                  | -                  | -           | -           | -           | 16     | 0      |
| mar.-lug. 2008           | GAIS                     | A                        | 1          | 0          | CS              | 0               | 0               | -                  | -                  | -                  | -           | -           | -           | 1      | 0      |
| Totale GAIS              | Totale GAIS              | Totale GAIS              | 17         | 0          |                 | 0               | 0               |                    | -                  | -                  |             | -           | -           | 17     | 0      |
| 2008-2009                | Tirana                   | KS                       | 29         | 22         | CA              | 8               | 8               | -                  | -                  | -                  | -           | -           | -           | 37     | 30     |
| lug.-dic. 2009           | Tirana                   | KS                       | 9          | 1          | CA              | 1               | 1               | UCL                | 0                  | 0                  | SA          | 0           | 0           | 10     | 2      |
| Totale KF Tirana         | Totale KF Tirana         | Totale KF Tirana         | 38         | 23         |                 | 9               | 9               |                    | 0                  | 0                  |             | 0           | 0           | 47     | 32     |
| gen.-giu. 2010           | Flamurtari Valona        | KS                       | 15         | 14         | CA              | 0               | 0               | -                  | -                  | -                  | -           | -           | -           | 15     | 14     |
| 2010-2011                | Al-Faisaly               | SPL                      | 23         | 14         | CP              | 0               | 0               | -                  | -                  | -                  | -           | -           | -           | 23     | 14     |
| 2011-2012                | Al-Taawoun               | SPL                      | 20         | 4          | CP              | 0               | 0               | -                  | -                  | -                  | -           | -           | -           | 20     | 4      |
| 2012-2013                | Flamurtari Valona        | KS                       | 22         | 19         | CA              | 9               | 7               | UEL                | 2                  | 0                  | -           | -           | -           | 33     | 26     |
| Totale Flamurtari Valona | Totale Flamurtari Valona | Totale Flamurtari Valona | 37         | 33         |                 | 9               | 7               |                    | 2                  | 0                  |             | -           | -           | 48     | 40     |
| 2013-gen. 2014           | Al-Faisaly               | SPL                      | 13         | 1          | CP              | 1               | 0               | -                  | -                  | -                  | -           | -           | -           | 14     | 1      |
| Totale Al-Faisaly        | Totale Al-Faisaly        | Totale Al-Faisaly        | 36         | 15         |                 | 1               | 0               |                    | -                  | -                  |             | -           | -           | 37     | 15     |
| gen.-giu. 2014           | Partizani Tirana         | KS                       | 11         | 6          | CA              | 0               | 0               | -                  | -                  | -                  | -           | -           | -           | 11     | 6      |
| 2014-gen. 2015           | Laçi                     | KS                       | 11         | 1          | CA              | 2               | 0               | -                  | -                  | -                  | -           | -           | -           | 13     | 1      |
| ago.-set. 2015           | Kastrioti                | KP                       | 0          | 0          | CA              | 1               | 0               | -                  | -                  | -                  | -           | -           | -           | 1      | 0      |
| Totale carriera          | Totale carriera          | Totale carriera          | 317        | 127        |                 | 22              | 16              |                    | 9                  | 4                  |             | 0           | 0           | 348    | 147    |

### Cronologia presenze e reti in nazionale
| Cronologia completa delle presenze e delle reti in nazionale ― Albania | Cronologia completa delle presenze e delle reti in nazionale ― Albania | Cronologia completa delle presenze e delle reti in nazionale ― Albania | Cronologia completa delle presenze e delle reti in nazionale ― Albania | Cronologia completa delle presenze e delle reti in nazionale ― Albania | Cronologia completa delle presenze e delle reti in nazionale ― Albania | Cronologia completa delle presenze e delle reti in nazionale ― Albania | Cronologia completa delle presenze e delle reti in nazionale ― Albania |
| Data                                                                   | Città                                                                  | In casa                                                                | Risultato                                                              | Ospiti                                                                 | Competizione                                                           | Reti                                                                   | Note                                                                   |
| ---------------------------------------------------------------------- | ---------------------------------------------------------------------- | ---------------------------------------------------------------------- | ---------------------------------------------------------------------- | ---------------------------------------------------------------------- | ---------------------------------------------------------------------- | ---------------------------------------------------------------------- | ---------------------------------------------------------------------- |
| 1-4-2009                                                               | Copenaghen                                                             | Danimarca                                                              | 3 – 0                                                                  | Albania                                                                | Qual. Mondiali 2010                                                    | -                                                                      | 85’                                                                    |
| Totale                                                                 |                                                                        | Presenze                                                               | 1                                                                      |                                                                        | Reti                                                                   | 0                                                                      |                                                                        |

## Palmarès

### Giocatore

#### Club

##### Competizioni nazionali
- Campionato albanese: 1

Tirana: 2008-2009

### Individuale
- Capocannoniere della Kategoria Superiore: 2

2008-2009 (23 gol), 2012-2013 (19 gol)